# Hempton
Hempton est un village et une paroisse civile du Norfolk, en Angleterre.